# Championnat de France masculin de water-polo Nationale 1 2021-2022
Navigation
Édition précédente Édition suivante
Le Championnat de France de water-polo Nationale 1 2021-2022 est une compétition organisée par la Fédération française de natation du Championnat de France de water-polo Nationale 1 de water-polo). Il est au deuxième rang dans la hiérarchie des compétitions de water-polo en France, après le Championnat de France Elite.
Treize équipes s'opposent en deux phases : une première phase de deux groupes, puis une seconde avec une poule haute et une poule basse.

## Phase 1
Le classement est calculé avec le barème de points suivant :
- la victoire vaut trois points,
- le match nul vaut un point,
- la défaite vaut zéro point.

Au terme de la première phase, les 4 meilleures équipes de chaque poule se retrouvent dans la poule haute en deuxième phase pour jouer la montée à l'échelon supérieur. Les autres équipes se retrouvent dans la poule basse pour éviter la descente. Les équipes à égalité sont départagées d'après le score cumulé de leurs deux matches. Si nécessaire, les scores cumulés puis le nombre de buts inscrits face à chacune des autres équipes, selon leur classement, seront utilisés, voire une séance de tirs au but dans les cas ultimes.

### Poule A
| Rang | Équipe                       | Pts | J  | G | N | P  | Bp  | Bc  | Diff |
| ---- | ---------------------------- | --- | -- | - | - | -- | --- | --- | ---- |
| 1    | CN Aix-en-Savoie             | 30  | 12 | 9 | 3 | 0  | 202 | 123 | +79  |
| 2    | Mulhouse Water-Polo          | 29  | 12 | 9 | 2 | 1  | 181 | 99  | +82  |
| 3    | CN Livry-Gargan              | 25  | 12 | 8 | 1 | 3  | 175 | 145 | +30  |
| 4    | Sauveteurs de Givors         | 16  | 12 | 5 | 1 | 6  | 129 | 160 | -31  |
| 5    | Nautic Club Moulins          | 15  | 12 | 5 | 0 | 7  | 168 | 158 | +10  |
| 6    | Pont-de-Claix GUC Water-Polo | 4   | 12 | 1 | 1 | 10 | 105 | 186 | -81  |
| 7    | SC Thionville                | 2   | 12 | 0 | 2 | 10 | 136 | 225 | -89  |

Légende
- Place de qualification pour la poule haute.
- Place de qualification pour la poule basse
- T : Tenant du titre 2021.
- VC : Vice-champion 2021.
- R : Relégué d'Elite.
- P : Promu de Nationale 2.

#### Résultats
| Résultats (dom.\ext.)                                      | AIX   | GIV    | LIV     | MOU     | MUL     | PON    | THI  |
| CN Aix-en-Savoie                                           |       | 7 - 17 | 10 - 19 | 12 - 15 | 15 - 18 | 8 - 29 | 4 -  |
| Sauveteurs de Givors                                       | 11-12 |        | 21 - 8  | 19 - 15 | 14 - 10 | 5 - 13 | 10 - |
| CN Livry-Gargan                                            | 13-13 | 16-5   |         | 10 - 9  | 14 - 12 | 8 - 22 | 14 - |
| Nautic Club Moulins                                        | 11-13 | 13-15  | 17-18   |         | 12 - 19 | 9 - 19 | 13 - |
| Mulhouse Water-Polo                                        | 6-6   | 12-4   | 17-6    | 19-9    |         | 4 - 15 | 7 -  |
| Pont-de-Claix GUC Water-Polo                               | 10-21 | 5-9    | 4-17    | 10-13   | 8-21    |        | 9 -  |
| SC Thionville                                              | 16-22 | 16-16  | 10-18   | 9-20    | 10-17   | 18-18  |      |
| - Victoire à domicile - Match nul - Victoire à l'extérieur |       |        |         |         |         |        |      |

### Poule B
| Rang | Équipe                     | Pts | J  | G  | N | P  | Bp  | Bc  | Diff |
| ---- | -------------------------- | --- | -- | -- | - | -- | --- | --- | ---- |
| 1    | Taverny SN 95              | 35  | 14 | 11 | 2 | 1  | 245 | 170 | +75  |
| 2    | SN Harnes                  | 34  | 14 | 11 | 1 | 2  | 223 | 169 | +54  |
| 3    | Cercle 93 rés.             | 28  | 14 | 9  | 1 | 4  | 245 | 186 | +59  |
| 4    | Union Saint-Bruno Bordeaux | 27  | 14 | 8  | 3 | 3  | 185 | 144 | +41  |
| 5    | Nautic Club angérien       | 15  | 14 | 5  | 0 | 9  | 159 | 199 | -40  |
| 6    | SC Libellule Denain        | 12  | 14 | 3  | 3 | 8  | 172 | 215 | -43  |
| 7    | Racing Club de France      | 6   | 14 | 1  | 3 | 10 | 154 | 204 | -50  |
| 8    | SCN Choisy-le-Roi          | 4   | 14 | 1  | 1 | 12 | 143 | 239 | -96  |

Légende
- Place de qualification pour la poule haute.
- Place de qualification pour la poule basse
- T : Tenant du titre 2022.
- VC : Vice-champion 2022.
- R : Relégué d'Elite.
- P : Promu de Nationale 2.

#### Résultats
| Résultats (dom.\ext.)                                      | CLR   | DEN     | RCF     | HAR     | NOI     | St-B    | St-J    | TAV  |
| SCN Choisy-le-Roi                                          |       | 12 - 11 | 10 - 11 | 26 - 10 | 20 - 13 | 15 - 11 | 17 - 17 | 23 - |
| SC Libellule Denain                                        | 10-10 |         | 12 - 11 | 14 - 11 | 11 - 9  | 12 - 23 | 7 - 15  | 18 - |
| Racing Club de France                                      | 13-7  | 9-9     |         | 15 - 10 | 16 - 8  | 15 - 12 | 17 - 14 | 14 - |
| SN Harnes                                                  | 16-9  | 19-9    | 19-12   |         | 20 - 14 | 9 - 20  | 11 - 16 | 12 - |
| Cercle 93 rés.                                             | 24-14 | 33-14   | 22-14   | 15-17   |         | 12 - 17 | 12 - 12 | 16 - |
| Union Saint-Bruno Bordeaux                                 | 20-7  | 20-11   | 13-13   | 10-10   | 14-9    |         | 5 - 10  | 10 - |
| Nautic Club angérien                                       | 12-7  | 19-10   | 9-8     | 9-13    | 12-19   | 7-9     |         | 14 - |
| Taverny SN 95                                              | 21-7  | 22-12   | 21-8    | 20-14   | 20-12   | 13-11   | 21-12   |      |
| - Victoire à domicile - Match nul - Victoire à l'extérieur |       |         |         |         |         |         |         |      |

## Phase 2
L'équipe classée à la 1re place de la poule haute est championne de France de Nationale 1 et disputera un barrage contre le dernier d'Elite. Le vainqueur de ce barrage gagnera sa place en Elite pour la saison 2023-2024.
Les équipes à égalité sont départagées d'après le score cumulé de leurs deux matches. Si nécessaire, les scores cumulés puis le nombre de buts inscrits face à chacune des autres équipes, selon leur classement, seront utilisés, voire une séance de tirs au but dans les cas ultimes. Les équipes conservent les résultats acquis en saison régulière entre elles.

### Poule Haute
| Rang | Équipe                     | Pts | J  | G  | N | P  | Bp  | Bc  | Diff |  | Résultats (▼ dom., ► ext.) | AIX       | MUL       | TAV         | St-B  | LIV   | HAR   | NOI   | GIV   |
| ---- | -------------------------- | --- | -- | -- | - | -- | --- | --- | ---- |  | -------------------------- | --------- | --------- | ----------- | ----- | ----- | ----- | ----- | ----- |
| 1    | CN Aix-en-Savoie           | 33  | 14 | 10 | 3 | 1  | 184 | 149 | +35  |  | CN Aix-en-Savoie           |           | ---       | ---         | 16-13 | 9-7   | 19-15 | 15-8  | ---   |
| 2    | Mulhouse Water-Polo        | 27  | 14 | 8  | 3 | 3  | 199 | 131 | +68  |  | Mulhouse Water-Polo        | ---       |           | 13-9        | 17-9  | ---   | 18-12 | 27-3  | ---   |
| 3    | Taverny SN 95              | 26  | 14 | 8  | 2 | 4  | 175 | 153 | +22  |  | Taverny SN 95              | 12-7      | 12-11     |             | ---   | 16-8  | ---   | ---   | 11-9  |
| 4    | Union Saint-Bruno Bordeaux | 20  | 14 | 6  | 2 | 6  | 172 | 164 | +8   |  | Union Saint-Bruno Bordeaux | 9-11      | 11-9      | ---         |       | 14-11 | ---   | 12-12 | 16-7  |
| 5    | CN Livry-Gargan            | 20  | 14 | 6  | 2 | 6  | 181 | 191 | -10  |  | CN Livry-Gargan            | ---       | ---       | 12-9        | 13-16 |       | 16-13 | ---   | ---   |
| 6    | SN Harnes                  | 16  | 14 | 5  | 1 | 8  | 183 | 203 | -20  |  | SN Harnes                  | 10-13     | 11-17     | ---         | ---   | 12-16 |       | ---   | 17-9  |
| 7    | Cercle 93                  | 11  | 14 | 3  | 2 | 9  | 172 | 205 | -33  |  | Cercle 93                  | 13-14     | 9-9       | ---         | ---   | 17-18 | ---   |       | 18-12 |
| 8    | Sauveteurs de Givors       | 7   | 14 | 2  | 1 | 11 | 132 | 202 | -70  |  | Sauveteurs de Givors       | --- - --- | 9-9 - --- | 9-12 - 10-9 |       |       |       |       |       |

### Poule Basse
| Rang | Équipe                       | Pts | J  | G | N | P | Bp  | Bc  | Diff |  | Résultats (▼ dom., ► ext.)   | DEN   | MOU   | St-J  | RCF   | CLR   | THI   | PON   |
| ---- | ---------------------------- | --- | -- | - | - | - | --- | --- | ---- |  | ---------------------------- | ----- | ----- | ----- | ----- | ----- | ----- | ----- |
| 1    | SC Libellule Denain          | 26  | 12 | 8 | 2 | 2 | 164 | 132 | +32  |  | SC Libellule Denain          |       | 9-12  | ---   | ---   | ---   | 15-10 | 18-10 |
| 2    | Nautic Club Moulins          | 24  | 12 | 8 | 0 | 4 | 187 | 146 | +41  |  | Nautic Club Moulins          | 11-12 |       | 13-12 | 11-13 | 22-11 | ---   | ---   |
| 3    | Nautic Club angérien         | 24  | 12 | 8 | 0 | 4 | 161 | 159 | +2   |  | Nautic Club angérien         | ---   | 13-18 |       | ---   | ---   | 13-6  | 12-10 |
| 4    | Racing Club de France        | 18  | 12 | 5 | 3 | 4 | 153 | 138 | +15  |  | Racing Club de France        | ---   | 20-16 | ---   |       | ---   | 10-10 | 16-6  |
| 5    | SCN Choisy-le-Roi            | 15  | 12 | 4 | 3 | 5 | 139 | 158 | -19  |  | SCN Choisy-le-Roi            | ---   | 15-13 | ---   | ---   |       | 16-12 | 14-14 |
| 6    | SC Thionville                | 7   | 12 | 1 | 4 | 7 | 152 | 185 | -33  |  | SC Thionville                | 14-19 | ---   | 22-10 | 17-17 | 12-12 |       | ---   |
| 7    | Pont-de-Claix GUC Water-Polo | 5   | 12 | 1 | 2 | 9 | 141 | 179 | -38  |  | Pont-de-Claix GUC Water-Polo | 9-11  | ---   | 19-20 | 9-13  | 11-16 | ---   |       |

## Barrage Elite/N1
| 11 juin 2022 | CN Aix-en-Savoie (1re de N1) | 9 - 13               | Sète Natation Entente Dauphins-Dockers (10e d'Elite) |  |
|              |                              | (2-1, 0-5, 5-2, 2-5) |                                                      |  |

| 18 juin 2022 | Sète Natation Entente Dauphins-Dockers (10e d'Elite) | 19 - 5               | CN Aix-en-Savoie (1re de N1) |  |
|              |                                                      | (5-1, 6-0, 2-0, 6-4) |                              |  |